# Ingrid Olava
Ingrid Olava Brænd Eriksen, med artistnamnet Ingrid Olava, född 18 mars 1981 i Lillehammer, är en norsk musiker, sångare och skådespelare, bosatt i Oslo. Hon blev i Norge känd för sin debutsingel "Only Just Begun" från 2007 och för att ha körat med Madrugada.
Hon deltog tidigare i country/rock-bandet Shit City där hon spelade piano. Hon lämnade bandet 2007 för att satsa på en solokarriär. Bandet nominerades till Spellemannprisen 2007 i klassen country samt vann samma pris 2010 som bästa kvinnliga artist för albumet The Guest. Dessutom blev hon nominerad detta år i ytterligare två klasser.
Olava var förband till den engelska rockgruppen Keane under deras spelning i Annexet Globen den 1 november 2008. 17 maj 2014 uppträdde hon på Norges 200-årsdag i Eidsvoll med "Sång till friheten".

## Diskografi

### Album
- Juliet's Wishes – 31 mars 2008
- The Guest – 15 februari 2010
- Summer House – 6 september 2013
- HEKT – 10 november 2017

### EP
- HEKT – 1 oktober 2016

### Singlar
- "Only Just Begun" – 4 februari 2008
- "Back To Love" – 11 april 2008
- "Warrior Song" – 5 oktober 2009
- "Black Box" – 1 mars 2013
- "Jackie Kennedy" – 26 april 2013
- "Mens jeg sover" – 19 december 2014
- "From Up Here" – 17 februari 2017
- "Jupiter" – 10 mars 2017

### Andras album (urval)
Ingrid Olava har deltagit på följande skivor:
- In Glorious Mono – diverse artister, 2006 (skrev också texter)
- Exiles – Sivert Høyem, 2006 (kör)
- Animated People's Republic – Lukas Kasha, 2007 (sång)
- El Cuero – El Cuero, 2007 (sång)
- Madrugada – Madrugada, 2007 (kör)
- A Glimmer of Hope – El Cuero, 2008 (sång)
- Hjernen er alene i Operaen – deLillos, 2010 (kör, piano)
- Justice for Hillsborough – Kampen for rettferdighet fortsetter – diverse artister, 2013 (sång)